# Polyalthia micrantha
Polyalthia micrantha là loài thực vật có hoa thuộc họ Na. Loài này được (Miq.) Boerl. miêu tả khoa học đầu tiên năm 1899.